# Riktningskoefficient

Riktningskoefficienten

Inom matematiken anger en riktningskoefficient en rät linjes lutning och riktning (jämför tangent, sekant och derivata). Med algebraiska och geometriska metoder kan riktningskoefficienten för en rät linje bestämmas och med analys kan riktningskoefficienten för tangenten i en given punkt av en allmän kurva beräknas.

## Definition
I ett tvådimensionellt ON-system definieras riktningskoefficienten k för en rät linje som ej är parallell med y-axeln enligt
{\displaystyle k={\frac {y_{2}-y_{1}}{x_{2}-x_{1}}}},
där (x1, y1) och (x2, y2) är koordinaterna för två olika punkter på linjen. Linjer parallella med y-axeln saknar riktningskoefficient.
För bland annat vägar anges vanligen lutning som riktningskoefficienten i procent (höjdskillnad dividerad med horisontellt avstånd, multiplicerat med 100), ibland som en vinkel i grader. 100 % lutning motsvaras av riktningskoefficienten 1 och en 45 graders vinkel. Se artikeln Lutningsförhållande.

## Geometri
Ju större riktningskoefficienten är desto brantare är kurvan. En horisontell linje har riktningskoefficienten 0, en linje som lutar 45° har riktningskoefficienten +1, och en linje som lutar -45° har riktningskoefficienten -1. Riktningskoefficienten för en lodrät linje kan ej definieras men kan sägas ha lutningen 90° eller -90° (tvetydigt mått men likasägande vad gäller en linjes geometri).
Två räta linjer är parallella (||) i ett kartesiskt koordinatsystem om deras riktningskoefficienter är lika stora, eller om bägge linjerna är lodräta. Två räta linjer är vinkelräta (⊥) i ett kartesiskt koordinatsystem om produkten av deras riktningskoefficienter är lika med -1 (och om linje har riktningskoefficienten k, så har en linje som är vinkelrät mot denna riktningskoefficienten -1/k), eller om den ena linjen är horisontell och den andra är lodrät.

## Algebra
Ekvationen för en icke-lodrät linje kan med olika framställningssätt framhäva olika tillräckliga uppsättningar av karakteriserande egenskaper. Ekvationsformen
{\displaystyle y=kx+m}
framhäver att riktningskoefficienten är lika med koefficienten för variabeln x och att y-koordinaten för linjens skärningspunkt med y-axeln är lika med m. Genom en liten omskrivning fås formen
{\displaystyle y-y_{0}=k(x-x_{0})}
som åter framhäver riktningskoefficienten men nu istället för talet 'm' så kan man direkt läsa av vilka koordinaterna är för punkten P:(x0,y0) på linjen.
Den mest generella framställningen av en rät linje (i planet) är
{\displaystyle ax+by+c=0.}
I denna form inkluderas även fallen med lodräta linjer.

## Analys
I fall med en kurva av typen F(x,y) = 0, för vilken tangenter existerar i ett x-intervall, är riktningskoefficienten för varje icke-lodrät tangent till kurvan given enligt  
{\displaystyle k_{tangent}=\left.-{\frac {F'_{x}}{F'_{y}}}\right|_{tangeringspunkt}.}
Om kurvekvationen (i ett x-intervall där kurvan i varje punkt har en icke-lodrät tangent) har omformulerats till y = f(x) så kan tangentens riktningskoefficient i punkten P:(x0,f(x0)) formuleras enligt
{\displaystyle k_{tangent}=f'(x_{0}).}